# The Nicki Wrld Tour
The Nicki Wrld Tour (estilizado a Nicki WRLD Tour) es la cuarta gira de la rapera trinitense Nicki Minaj. La gira promocionará el cuarto álbum de estudio de Minaj, Queen (2018). El inicio de la gira se llevó a cabo el 21 de febrero de 2019 en Múnich, mientras que el final de la gira fue el 28 de marzo de 2019 en Ginebra tras el anuncio de una gira veraniega con Chris Brown.

## Antecedentes
A finales de mayo la rapera trinitense Nicki Minaj anunció que su nuevo álbum de estudio, Queen, sería lanzado el 10 de agosto de ese mismo año. El 11 de junio de 2018 fue anunciada la gira que promocionaría su trabajo discográfico conjunto al nuevo trabajo de Future, esta gira resultó en el NickiHndrxx Tour. Las entradas para la gira fueron puestas a modo de preventa al día siguiente mientras que las entradas a modo de venta general fueron puestas a la venta el 15 de junio de ese mismo año. Aunque el 22 de agosto de 2018 se cancela la gira por Norteamérica y se excluye a Future de la gira por cruces en fechas de la gira. El 24 de diciembre de 2018, Minaj anuncia las fechas de Europa en conjunto a Juice Wrld.

## Setlist
El Setlist presentado es el que se utilizó en el concierto de Múnich, Alemania el 21 de febrero de 2019, no necesariamente el que se utilice en toda la gira.
Act I - Nicki Minaj
1. "Majesty"
2. "Hard White"
3. "Feeling Myself"
4. "Only"
5. "Truffle Butter"
6. "Beez in the Trap"
7. "Rake It Up"
8. "Dance (A$$)"
9. "FEFE"
10. "Big Bank"
11. "Did It On Em'"
12. "Anaconda"
13. "Romans Revenge"
14. "Throw Sum Mo"
15. "Plain Jane"
16. "Your Love"
17. "Make Me Proud"
18. "Monster"
19. "Itty Bitty Piggy"
20. "Up All Night"

Act II - Juice WRLD
1. "Armed & Dangerous"
2. "Black & White"
3. "Lean Wit Me"
4. "All Girls Are The Same"
5. "Fine China"
6. "Wasted"
7. "Robbery"
8. "Lucid Dreams"

Act III - Nicki Minaj
1. "Beam Me Up Scotty" (Interlude)
2. "Turn Me On"
3. "Whip It"
4. "Pound The Alarm"
5. "Starships"
6. "Where Them Girls At"
7. "I Lied"
8. "All Things Go"
9. "Save Me"
10. "Right Thru Me"
11. "Come See About Me"
12. "Grand Piano"
13. "Ganja Burn" (Interlude)
14. "Bed"
15. "Side To Side"
16. "Swalla"
17. "Chun-Li"
18. "Moment 4 Life"
19. "The Night Is Still Young" (Interlude)
20. "Super Bass"

## Fechas
| Fecha                 | Ciudad           | País         | Recinto             | Entradas vendidas / Disponibles | Recaudación |
| --------------------- | ---------------- | ------------ | ------------------- | ------------------------------- | ----------- |
| Europa                |                  |              |                     |                                 |             |
| 21 de febrero de 2019 | Múnich           | Alemania     | Olympiahalle        | 10.765 / 10.765                 | $927,645    |
| 24 de febrero de 2019 | Łódź             | Polonia      | Atlas Arena         | —                               | —           |
| 25 de febrero de 2019 | Budapest         | Hungría      | Budapest Arena      | —                               | —           |
| 28 de febrero de 2019 | Berlín           | Alemania     | Mercedes-Benz Arena | 12.940 / 12.940                 | $1,131,249  |
| 1 de marzo de 2019    | Copenhague       | Dinamarca    | Royal Arena         | —                               | —           |
| 3 de marzo de 2019    | Oslo             | Noruega      | Spektrum            | —                               | —           |
| 4 de marzo de 2019    | Estocolmo        | Suecia       | Ericsson Globe      | —                               | —           |
| 6 de marzo de 2019    | Bruselas         | Bélgica      | Palais 12           | 5.560 / 6.162                   | $462,739    |
| 7 de marzo de 2019    | París            | Francia      | AccorHotels Arena   | 11.270 / 11.270                 | $917,543    |
| 11 de marzo de 2019   | Londres          | Reino Unido  | The O2 Arena        | 14.738 / 14.738                 | $1,467,133  |
| 14 de marzo de 2019   | Birmingham       | Reino Unido  | Arena Birmingham    | 9.626 / 10.446                  | $801,518    |
| 17 de marzo de 2019   | Glasgow          | Reino Unido  | The Hydro           | 8.380 / 8.464                   | $645,199    |
| 18 de marzo de 2019   | Mánchester       | Reino Unido  | Manchester Arena    | 11.334 / 11.468                 | $954,051    |
| 20 de marzo de 2019   | Esch-sur-Alzette | Luxemburgo   | Rockhal             | —                               | —           |
| 22 de marzo de 2019   | Frankfurt        | Alemania     | Festhalle           | 8.461 / 8.461                   | $649,192    |
| 23 de marzo de 2019   | Colonia          | Alemania     | Lanxess Arena       | 13.219 / 13.219                 | $1,243,947  |
| 25 de marzo de 2019   | Ámsterdam        | Países Bajos | Ziggo Dome          | 6.846 / 7.057                   | $423,432    |
| 27 de marzo de 2019   | Zúrich           | Suiza        | Hallenstadion       | 12.724 / 13.000                 | $912,983    |
| 28 de marzo de 2019   | Ginebra          | Suiza        | Arena de Ginebra    | —                               | —           |
| Total                 | Total            | Total        | Total               | 52.470 / 56.597 (96,8%)         | $23.199.922 |

### Conciertos cancelados, Reprogramados o Incompletos
| Fecha                 | Ciudad     | País       | Lugar               | Motivo                                                                                             |
| --------------------- | ---------- | ---------- | ------------------- | -------------------------------------------------------------------------------------------------- |
| 22 de febrero de 2019 | Bratislava | Eslovaquia | Ondrej Nepala Arena | Cancelado por problemas técnicos de la arena.                                                      |
| 9 de marzo de 2019    | Burdeos    | Francia    | Arkéa Arena         | Cancelado por problemas técnicos de la arena.                                                      |
| 15 de marzo de 2019   | Dublín     | Irlanda    | 3Arena              | Cancelado por el retraso en la llegada del escenario y otros objetos necesarios para el concierto. |